# Festina
Festina er et urmærke fra Spanien. Festina blev oprindeligt grundlagt i Schweiz i 1902, men i 1984 blev det opkøbt af Lotus, og de dannede sammen Festina-Lotus Group.

## Etymologi
Festina er et latinsk ord der betyder hastværk, men stammer fra ordet festino der betyder iler.

## Cykling
Selskabet har tidligere sponsoreret et cykelhold ved samme navn. Cykelholdet blev dog nedlagt i 2001 i direkte forlængelse af dopingsagen Festina-affæren under Tour De France i 1998.